# Пйотрово-Кшивоколи
Пйотрово-Кшивоколи (пол. Piotrowo-Krzywokoły) — село в Польщі, у гміні Ботьки Більського повіту Підляського воєводства.
Населення — 89 осіб (2011).
У 1975-1998 роках село належало до Білостоцького воєводства.

## Демографія
Демографічна структура станом на 31 березня 2011 року:
|          | Загалом | Допрацездатний вік | Працездатний вік | Постпрацездатний вік |
| -------- | ------- | ------------------ | ---------------- | -------------------- |
| Чоловіки | 47      | 9                  | 28               | 10                   |
| Жінки    | 42      | 13                 | 17               | 12                   |
| Разом    | 89      | 22                 | 45               | 22                   |